# Xã Sciota, Michigan
Xã Sciota (: Sciota Township) là một xã thuộc quận Shiawassee, tiểu bang Michigan, Hoa Kỳ. Năm 2010, dân số của xã này là 1.833 người.